# Pyramid Peak (Band)

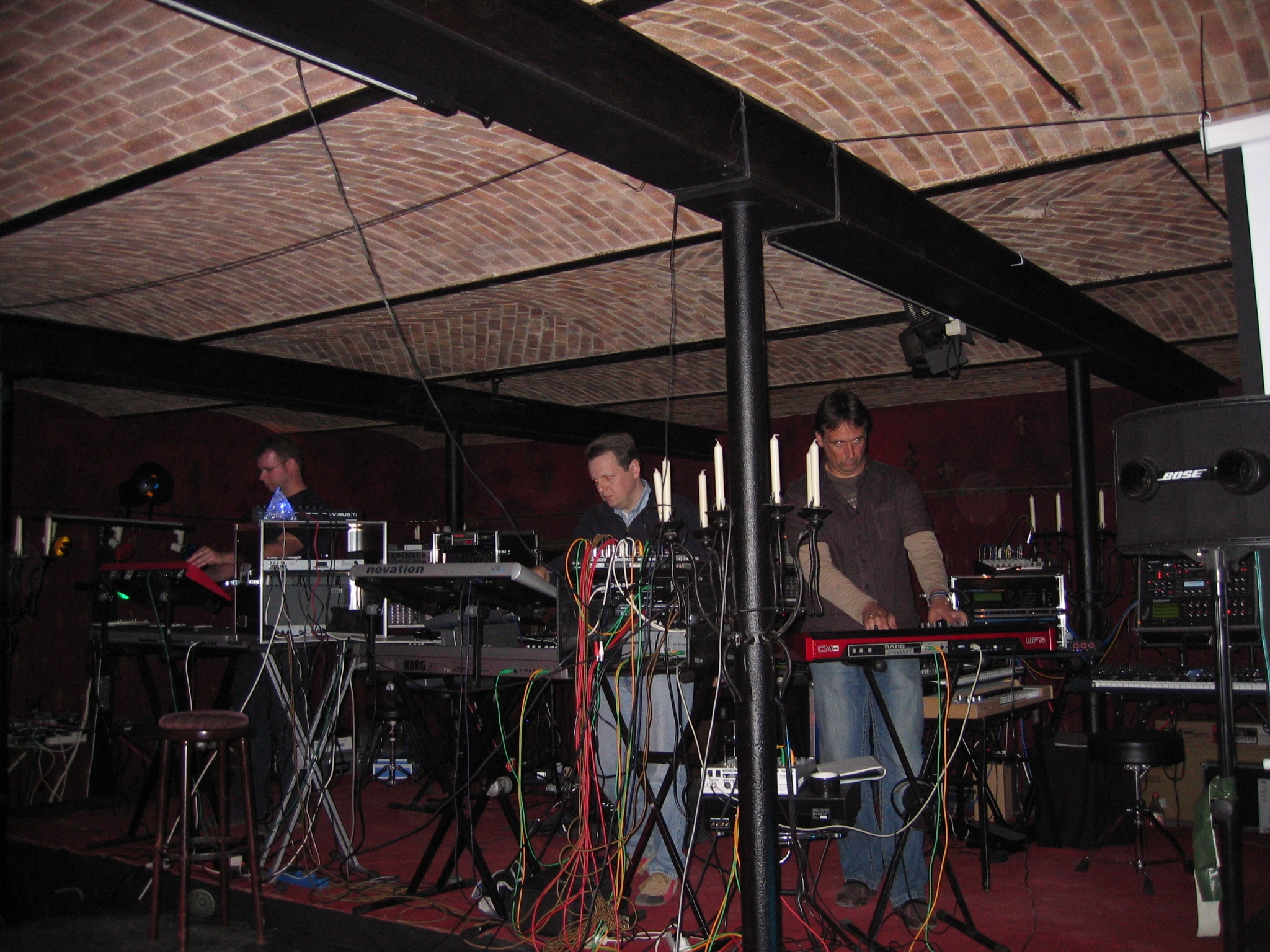
Pyramid Peak (Andreas Morsch, Axel Stupplich, Uwe Denzer) beim SynGate-Festival im April 2007

Pyramid Peak ist eine deutsche Band, die Elektronische Musik komponiert. Ihr Musikstil gleicht der klassischen Berliner Schule, ist also teilweise mit Interpreten wie Tangerine Dream vergleichbar.
Gegründet wurde die Band 1988 von den beiden Leverkusenern Axel Stupplich und Andreas Morsch, nachdem sie sich über einen gemeinsamen Freund zufällig kennengelernt hatten. Vorher waren beide mit Elektronischer Musik vor allem als Hörer in Kontakt. Axel Stupplich war besonders von der Musik von Tangerine Dream, Kitaro, Software und Jean Michel Jarre inspiriert, Andreas Morsch auch von Klaus Schulzes Werken sowie Kraftwerk. 1988 beschlossen beide gemeinsam selbst Musik zu machen und starteten mit einem zunächst eher bescheidenen Equipment das Projekt „Digital Dream“, welches erst Jahre später in „Pyramid Peak“ umbenannt wurde.
Vor 1998 war die Musik von Pyramid Peak nur auf MCs erschienen. Von 1992 bis 1997 zog sich Andreas Morsch aus gesundheitlichen Gründen für eine Weile von der Musik zurück. Erst nachdem 1995 Uwe Denzer zu Pyramid Peak stieß, sowie 1998 Andreas Morsch wieder in die Band zurückkehrte, gab es weitere Veröffentlichungen, diesmal auf CD. Die ersten drei CDs wurden noch vom Monheimer Label „Invisible Shadows“ produziert, nachdem dieses aber 2004 die Arbeit eingestellt hatte, wurden alle folgenden Alben direkt von Andreas und Axel produziert und vertrieben. Auch sämtliche Cover wurden – mit Ausnahme der CD Caveland – in Eigenregie erstellt. Von 1998 bis 2014 traten Pyramid Peak als Trio auf, seit dem Weggang von Uwe Denzer im Januar 2015 sind Axel Stupplich und Andreas Morsch als Duo unterwegs.
Die vor 2005 erschienenen Alben sind Studio-Aufnahmen, während die CD The Cave ein Live-Mitschnitt eines Konzerts ist, das Pyramid Peak im Oktober 2009 in der Dechenhöhle in Iserlohn gegeben haben. Ihr Album 5 vor 12 wurde bei den Schallwelle Wahlen von der Jury und den Hörern als beste Elektronik‐Musik‐CD des Jahres 2011 gewählt. Ihre letzte Veröffentlichung ist die CD Anatomy aus dem Jahr 2013, die beim Electronic-Circus Festival in Gütersloh veröffentlicht und auch live aufgeführt wurde.
Seit 2005 ist der Musiker Max „Maxxess“ Schiefele regelmäßiger Gast bei den Live-Auftritten von Pyramid Peak, so zuletzt auch im Februar 2015 beim Konzert in den Solinger Güterhallen. Bei diesem Event wurde die Lesung des Autors Wolfgang Brunner aus seinem philosophischen Liebesroman „Der Schmetterlingsmann“ von Pyramid Peak und Maxxess musikalisch umgesetzt und begleitet. An diesem Abend wurde auch das neue Projekt „Pyramaxx“ von Axel Stupplich, Andreas Morsch und Max Schiefele geboren. Das erste gemeinsame Pyramaxx‐Album Distance wurde 2015 veröffentlicht.
Seit 2002 ist Axel Stupplich auch solo unter dem Pseudonym Axess in der EM-Szene tätig und kann dabei auf bisher sechs CD-Veröffentlichungen zurückblicken.
Auch mit Max Schiefele besteht ein gemeinsames Projekt (Axess & Maxxess) mit bisher zwei CDs (Contact/2004 und Impact/2010).
Andreas Morsch hat unter seinem Pseudonym „Project Andrew Rotten“ bisher eine CD veröffentlicht (En Passant/2005).

## Diskografie
- Space (1988)
- The Second (1988)
- Digital Mind (1989)
- Fractals (1990)
- Sternenmusik (1990)
- Explorer (1991)
- Eclipse (1992)
- Himalaya (1993)
- Atmosphere (1998)
- Ocean Drive (1999)
- Random Events (2000)
- Fish’n Love (2001)
- Caveland (2005)
- Evolution (2007)
- The Cave (2010)
- 5 vor 12 (2011)
- Anatomy (2013)
- Roots (2017)
- Symmetry (2020)